# プジョー・207
207は、フランスの自動車メーカー・プジョーが製造・販売していた小型車である。

## 概要

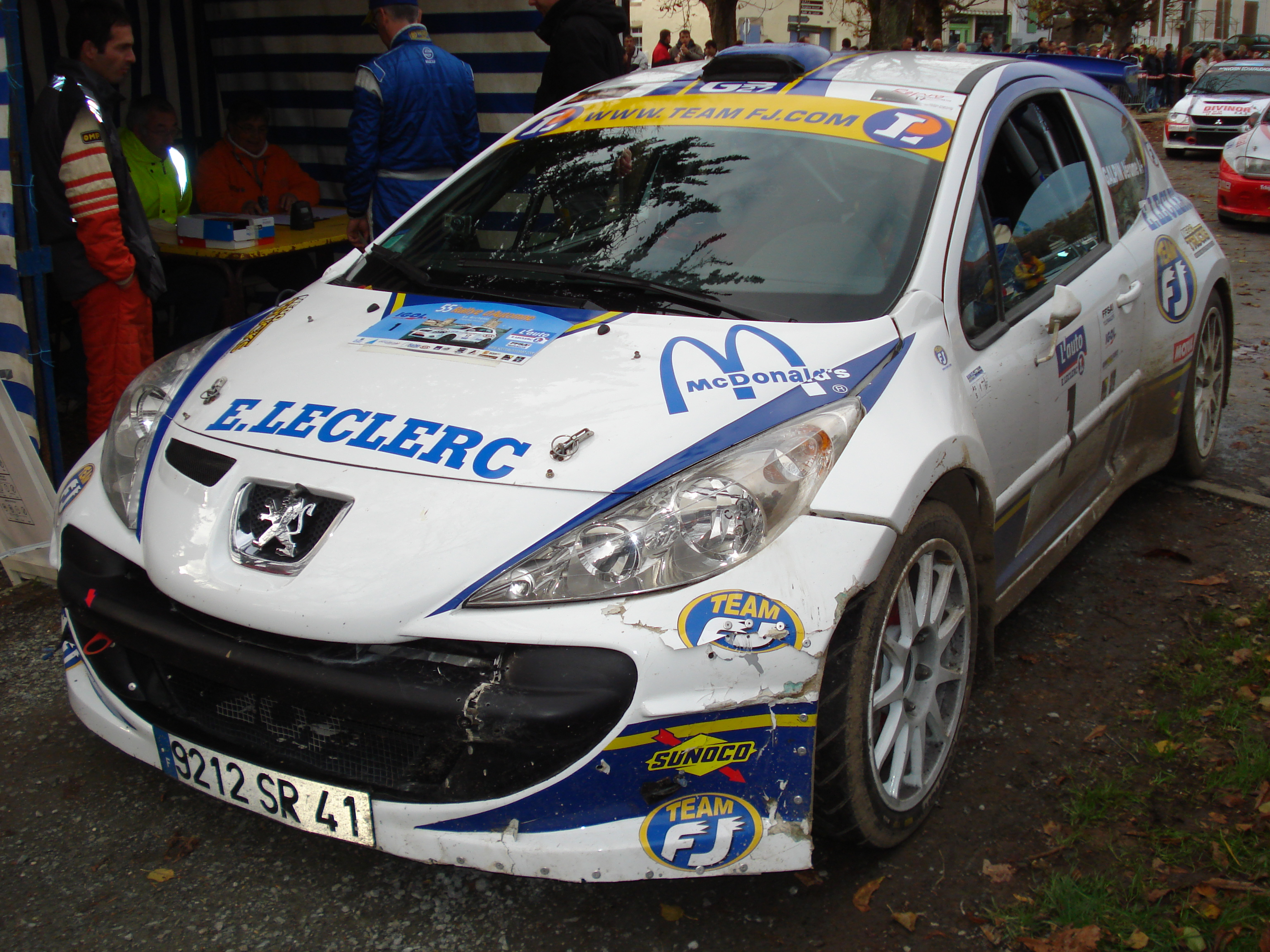
2010年フランス国内選手権の207 S2000

Bセグメントに属する小型乗用車の206の後継車にあたり、2006年1月に発表された車である。同じグループの自動車メーカー、シトロエンの小型車C3とはプラットフォームや多くの構成部品を共用する。ハッチバックおよびSWはフランスのポワシー工場、CCはスペインのビヤベルデ工場で生産されている。2007年6月にワゴンモデルである207SWが発表され、同年には電動格納式のハードトップを備えた207CCクーペカブリオレが発売されている。2012年初めに後継車208が登場した。
全幅の拡大に伴い、日本では3ナンバー登録となる。306との比較では全長がほぼ同じで、全幅は65mm広い。206の後継車でありながら一部は306に迫るかそれ以上のサイズとなり、全幅は307とほぼ同じである。最小回転半径も206の4.9mに対して5.4mと大幅に上昇した。
また2006年のジュネーブ・モーターショーに、207をベースとしたスポーティーなコンセプトカー207RCupを出展。280馬力の2.0リッター自然吸気エンジンを搭載しており、後に同じパッケージでスーパー2000規定のラリーカーとして登場。当時欧州で人気を集めていたIRC（インターコンチネンタル・ラリー・チャレンジ）を2007〜2009年に3連覇し、ERC（ヨーロッパ・ラリー選手権）でも2008年チャンピオンとなっている。

## メカニズム
エンジンは、6種類のガソリンエンジンと3種類のHDi (高圧直噴) ディーゼルエンジン。1.4Lガソリンは、当初はSOHC 8バルブ 75PSとDOHC 16バルブ 90PSの2種類だったが、後に可変バルブ機構付きの95PS仕様が追加された。1.6Lガソリンも当初は206から継続使用される110PSのみだったが、後にBMWと共同開発されたバルブトロニック付きの120PS自然吸気エンジンと、150PSと175PSの直噴ツインスクロールターボエンジンが追加された。ディーゼルは1.4L/70PS、1.6L/90PS·110PSなどがある。
トランスミッションはMT、エンジンによりATやRMT (ロボタイズド・マニュアル・トランスミッション) と呼ばれるセミATも選択可能。